# القفيف (محافظة الجموم)
القفيف قرية سعودية، ومركز في محافظة الجموم بمنطقة مكة المكرمة. تقع في شمال مكة المكرمة بمسافة تقارب (140) كم.